# Ширапов, Дашадондок Шагдарович
Дашадондо́к Шагда́рович Шира́пов ― российский учёный, доктор физико-математических наук, профессор, академик Российской Академии Естествознания.

## Биография
Родился в 1948 году в улусе Улзытэ Кижингинского района Бурятской АССР. В школьные годы увлекался шахматами.
После средней школы поступил на математический факультет Иркутского государственного университета, который окончил в 1972 году.
Заочно учился в аспирантуре Института Солнечно-Земной физики Сибирского отделения РАН с 1981 по 1985 годы. Защитил кандидатскую диссертацию и в марте 1988 года ему присуждена учёная степень кандидата физико-математических наук. В июне 2000 года присвоено учёное звание доцента.
В июне 1993 года переехал в Улан-Удэ и начинает работать в Бурятском филиале Новосибирского государственного университета.
Успешно защитил докторскую диссертацию в 2001 году и ноябре того же года присуждена учёная степень доктора физико-математических наук. В апреле 2005 года присвоено учёное звание профессора.
В декабре 2007 года присвоено учёное звание члена-корреспондента Российской Академии Естествознания. В мае 2009 года присвоено учёное звание академика Российской Академии Естествознания.
Работает в Восточно-Сибирском государственном университете технологий и управления на должности профессора кафедры «Электронно-вычислительные системы». Областями научной деятельности являются математическое моделирование динамических систем, физика магнитосферы Земли и распространение электромагнитных волн в гиротропных эллиптических волноводах.
Также преподаёт в Бурятском государственном университете.
Среди учеников Ширапова пять кандидатов наук. Написал более 200 научных и учебно-методических работ, в том числе 2 монографии и 3 учебных пособия.

## Семья
Женат. Отец двух сыновей.

## Награды и звания
- Доктор физико-математических наук (2001)
- Почётное звание «Заслуженный деятель науки Республики Бурятия» (2002)
- Профессор (2005)
- Почётное звание «Заслуженный деятель науки и образования РАЕ» (2007)
- Нагрудный знак «Почётный работник высшего профессионального образования Российской Федерации» (2008)
- Диплом качества Отдела Образования и Науки Европейской научно-промышленная палаты[4]
- Медаль имени В.И. Вернадского (Российская Академия Естествознания)
- Нагрудный знак "Золотая кафедра России" (Российская Академия Естествознания)[5]